# Briefmarken-Jahrgang 1970 der Deutschen Bundespost
Der Briefmarken-Jahrgang 1970 der Deutschen Bundespost umfasste 34 Sondermarken und vier Dauermarken.
Die Dauermarken wurden auch von der Deutschen Bundespost Berlin ausgegeben.
Der komplette Briefmarken-Jahrgang 1970 war auch im Jahr 2012 noch von der Deutschen Post erhältlich.
In diesem Jahr begann eine neue Dauermarkenserie mit dem Porträt des Bundespräsidenten Gustav Heinemanns; im Laufe der Jahre wurden 21 Werte (Berlin: 23) ausgegeben. Es war die letzte Serie mit dem Abbild eines Bundespräsidenten.
Alle seit dem 1. Januar 1969 ausgegebenen Briefmarken waren unbeschränkt frankaturgültig, es gab kein Ablaufdatum wie in den vorhergehenden Jahren mehr.
Durch die Einführung des Euro als europäische Gemeinschaftswährung zum 1. Januar 2002 wurde diese Regelung hinfällig.
Die Briefmarken dieses Jahrganges konnten allerdings bis zum 30. Juni 2002 genutzt werden. Ein Umtausch war noch bis zum 30. September in den Filialen der Deutschen Post möglich, danach bis zum 30. Juni 2003 zentral in der Niederlassung Philatelie der Deutschen Post AG in Frankfurt.

## Liste der Ausgaben und Motive
Legende
- Bild: Eine bearbeitete Abbildung der genannten Marke. Das Verhältnis der Größe der Briefmarken zueinander ist in diesem Artikel annähernd maßstabsgerecht dargestellt. Sollten keine Marken abgebildet sein, liegt es daran, dass das Urheberrecht des Künstlers noch nicht erloschen ist.
- Beschreibung: Eine Kurzbeschreibung des Motivs und/oder des Ausgabegrundes. Bei ausgegebenen Serien oder Blocks werden die zusammengehörigen Beschreibungen mit einer Markierung versehen eingerückt.
- Wert: Der Frankaturwert der einzelnen Marke in Pfennig. Ein „+“ bedeutet, dass es sich um eine Zuschlagsmarke handelt (= Frankaturwert + Spende).
- Ausgabedatum: Das Datum des erstmaligen Verkaufs dieser Briefmarke.
- Auflage: Soweit bekannt, wird hier die zum Verkauf angebotene Anzahl dieser Ausgabe angegeben.
- Entwurf: Soweit bekannt, wird hier angegeben, von wem der Entwurf dieser Marke stammt.
- Mi.-Nr.: Diese Briefmarke wird im Michel-Katalog unter der entsprechenden Nummer gelistet.

| Sondermarken | |                  |                           |                        |                           |                     |
| Bild         | Beschreibung | Werte in Pfennig | Ausgabe- datum (1970)     | Auflage                | Entwurf                   | Mi.-Nr.             |
|              | Für die Jugend: Minnesänger - Miniatur der Weingartner Liederhandschrift Heinrich von Rugge | 10+5             | 5. Februar                | 7.359.000              | Paul Froitzheim           | 612                 |
|              | - Miniatur der Großen Heidelberger Liederhandschrift Wolfram von Eschenbach | 20+10            | 5. Februar                | 10.790.000             | Paul Froitzheim           | 613                 |
|              | - Miniatur der Großen Heidelberger Liederhandschrift Walther von Metz | 30+15            | 5. Februar                | 7.234.000              | Paul Froitzheim           | 614                 |
|              | - Miniatur der Weingartner Liederhandschrift Walther von der Vogelweide | 50+25            | 5. Februar                | 6.236.000              | Paul Froitzheim           | 615                 |
|              | 200. Geburtstag von: - Ludwig van Beethoven 1770–1827, Komponist | 10               | 20. März                  | 30.000.000             | Heinz Schillinger         | 616                 |
|              | - Georg Wilhelm Friedrich Hegel 1770–1831, Philosoph | 20               | 20. März                  | 30.000.000             | Heinz Schillinger         | 617                 |
|              | - Friedrich Hölderlin 1770–1843, Dichter | 30               | 20. März                  | 30.000.000             | Heinz Schillinger         | 618                 |
|              | Nationale Briefmarkenausstellung Sabria 1970 in Saarbrücken Motiv einer Briefmarke von 1947 | 30               | 29. April                 | 30.000.000             | Erwin Poell               | 619                 |
|              | Europamarken - Flechtwerk als Sonnensymbol | 20               | 4. Mai                    | 50.000.000             | Le Brocquy                | 620                 |
|              | - Flechtwerk als Sonnensymbol | 30               | 4. Mai                    | 95.000.000             | Le Brocquy                | 621                 |
|              | Serie: Fremdenverkehr Oberammergau | 30               | 11. Mai                   | 30.000.000             | Heinz Schillinger         | 622                 |
|              | 250. Geburtstag des Freiherrn von Münchhausen Motiv nach der Geschichte Das durchtrennte Pferd | 20               | 11. Mai                   | 30.000.000             | Stefula                   | 623                 |
|              | Olympische Sommerspiele 1972 in München Bauwerke in München - Residenz | 10+5             | 5. Juni                   | 7.691.000              | Herbert Kern              | 624                 |
|              | - Propyläen | 20+10            | 5. Juni                   | 7.414.000              | Herbert Kern              | 625                 |
|              | - Glyptothek | 30+15            | 5. Juni                   | 7.402.000              | Herbert Kern              | 626                 |
|              | - Bavaria und Ruhmeshalle | 50+25            | 5. Juni                   | 7.099.000              | Herbert Kern              | 627                 |
|              | 75 Jahre Nord-Ostsee-Kanal Kanaltunnel Rendsburg und Passagierschiff | 20               | 18. Juni                  | 30.000.000             | Karl Oskar Blase          | 628                 |
|              | Freiwillige Hilfsdienste - Technisches Hilfswerk Sauerstofflanze im Einsatz | 5                | 21. September             | 50.000.000             | Förtsch und v. Baumgarten | 629                 |
|              | - Bergwacht Abseilen eines Verunglückten | 10               | 21. September             | 30.000.000             | Förtsch und v. Baumgarten | 630                 |
|              | - Pflegehilfe Betreuung Behinderter | 20               | 18. Juni                  | 30.000.000             | Förtsch und v. Baumgarten | 631                 |
|              | - Feuerwehr Brandbekämpfung | 30               | 18. Juni                  | 30.000.000             | Förtsch und v. Baumgarten | 632                 |
|              | - Unfallschutz Hilfe nach Verkehrsunfall | 50               | 21. September             | 20.000.000             | Förtsch und v. Baumgarten | 633                 |
|              | - Deutsche Lebens-Rettungs-Gesellschaft Rettung eines Ertrinkenden | 70               | 21. September             | 20.000.000             | Förtsch und v. Baumgarten | 634                 |
|              | Katholische Weltmission Durch Industrieglas leuchtendes Kreuz | 20               | 25. August                | 30.000.000             | Staedler                  | 647                 |
|              | Deutscher Katholikentag 1970 in Trier | 20               | 4. September              | 30.000.000             | Paul Froitzheim           | 648                 |
|              | Serie: Fremdenverkehr Stadtansicht von Cochem an der Mosel | 20               | 21. September             | 30.000.000             | Heinz Schillinger         | 649                 |
|              | Wohlfahrtsmarken: Marionetten Marionetten der Puppentheatersammlung München - Narr | 10+5             | 6. Oktober                | 15.335.000             | Erna de Vries             | 650                 |
|              | - Hanswurst | 20+10            | 6. Oktober                | 15.565.000             | Erna de Vries             | 651                 |
|              | - Clown | 30+15            | 6. Oktober                | 16.287.000             | Erna de Vries             | 652                 |
|              | - Harlekin | 50+25            | 6. Oktober                | 8.569.000              | Erna de Vries             | 653                 |
|              | Serie: Fremdenverkehr Freiburg im Breisgau, Stadtbild mit Münster und Schwarzwaldsilhouette | 20               | 4. November               | 30.000.000             | Heinz Schillinger         | 654                 |
|              | Weihnachtsmarke - Engel, Krippenfigur aus dem Ursulinenkloster Innsbruck | 10+5             | 12. November              | 11.861.000             | Erna de Vries             | 655                 |
|              | 300. Todestag von Johann Amos Comenius 1592–1670, Philosoph, Theologe und Pädagoge | 30               | 12. November              | 30.000.000             | Heinz Schillinger         | 656                 |
|              | 150. Geburtstag von Friedrich Engels 1820–1895, Publizist und Sozialist | 50               | 27. November              | 20.000.000             | Herbert Kern              | 657                 |
| Dauermarken  | |                  |                           |                        |                           |                     |
| Bild         | Beschreibung | Werte in Pfennig | Ausgabe- datum (1970)     | Auflage Bund, Berlin   | Entwurf                   | Mi.-Nr Bund, Berlin |
|              | Dauermarkenserie: Bundespräsident Gustav Heinemann Beginn einer neuen Serie, Ersatz für: Deutsche Bauwerke aus zwölf Jahrhunderten (Ausgabe Berlin war bis zum 31. Dezember 1991 frankaturgültig) | 5                | 23. Juli                  | 321.746.000 21.042.000 | Karl Hans Walter          | 635 359             |
| 10           | Dauermarkenserie: Bundespräsident Gustav Heinemann Beginn einer neuen Serie, Ersatz für: Deutsche Bauwerke aus zwölf Jahrhunderten (Ausgabe Berlin war bis zum 31. Dezember 1991 frankaturgültig) | 23. Oktober      | 1.182.920.000 120.236.000 | 636 361                | Karl Hans Walter          |                     |
| 20           | Dauermarkenserie: Bundespräsident Gustav Heinemann Beginn einer neuen Serie, Ersatz für: Deutsche Bauwerke aus zwölf Jahrhunderten (Ausgabe Berlin war bis zum 31. Dezember 1991 frankaturgültig) | 23. Oktober      | 980.136.000 117.530.000   | 637 362                | Karl Hans Walter          |                     |
| 30           | Dauermarkenserie: Bundespräsident Gustav Heinemann Beginn einer neuen Serie, Ersatz für: Deutsche Bauwerke aus zwölf Jahrhunderten (Ausgabe Berlin war bis zum 31. Dezember 1991 frankaturgültig) | 7. Januar 1971   | 2.447.943.000 73.466.000  | 638 363                | Karl Hans Walter          |                     |
| 40           | Dauermarkenserie: Bundespräsident Gustav Heinemann Beginn einer neuen Serie, Ersatz für: Deutsche Bauwerke aus zwölf Jahrhunderten (Ausgabe Berlin war bis zum 31. Dezember 1991 frankaturgültig) | 8. April 1971    | 2.128.584.000 39.837.000  | 639 364                | Karl Hans Walter          |                     |
| 50           | Dauermarkenserie: Bundespräsident Gustav Heinemann Beginn einer neuen Serie, Ersatz für: Deutsche Bauwerke aus zwölf Jahrhunderten (Ausgabe Berlin war bis zum 31. Dezember 1991 frankaturgültig) | 8. April 1971    | 1.278.969.000 24.429.000  | 640 365                | Karl Hans Walter          |                     |
| 70           | Dauermarkenserie: Bundespräsident Gustav Heinemann Beginn einer neuen Serie, Ersatz für: Deutsche Bauwerke aus zwölf Jahrhunderten (Ausgabe Berlin war bis zum 31. Dezember 1991 frankaturgültig) | 8. April 1971    | 210.417.000 13.822.000    | 641 366                | Karl Hans Walter          |                     |
| 80           | Dauermarkenserie: Bundespräsident Gustav Heinemann Beginn einer neuen Serie, Ersatz für: Deutsche Bauwerke aus zwölf Jahrhunderten (Ausgabe Berlin war bis zum 31. Dezember 1991 frankaturgültig) | 8. April 1971    | 153.266.000 7.438.000     | 642 367                | Karl Hans Walter          |                     |
| 90           | Dauermarkenserie: Bundespräsident Gustav Heinemann Beginn einer neuen Serie, Ersatz für: Deutsche Bauwerke aus zwölf Jahrhunderten (Ausgabe Berlin war bis zum 31. Dezember 1991 frankaturgültig) | 7. Januar 1971   | 33.600.000 6.400.000      | 643 368                | Karl Hans Walter          |                     |
| 100          | Dauermarkenserie: Bundespräsident Gustav Heinemann Beginn einer neuen Serie, Ersatz für: Deutsche Bauwerke aus zwölf Jahrhunderten (Ausgabe Berlin war bis zum 31. Dezember 1991 frankaturgültig) | 23. Juli         | 275.675.000 15.359.000    | 644 369                | Karl Hans Walter          |                     |
| 200          | Dauermarkenserie: Bundespräsident Gustav Heinemann Beginn einer neuen Serie, Ersatz für: Deutsche Bauwerke aus zwölf Jahrhunderten (Ausgabe Berlin war bis zum 31. Dezember 1991 frankaturgültig) | 7. Januar 1971   | 170.095.000 9.340.000     | 645 370                | Karl Hans Walter          |                     |

## Briefmarkenfälschung zum Schaden der Post

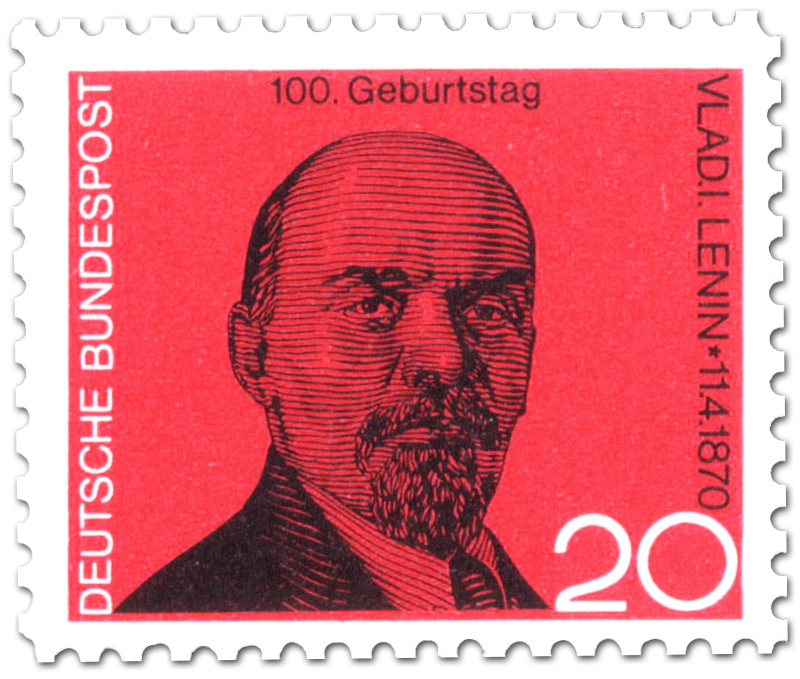
Briefmarkenfälschung zum 100. Geburtstag Lenins

Am 15. April 1970 tauchten in Frankfurt am Main Postsendungen mit einer angeblichen Briefmarke der Bundespost auf, welche den 100. Geburtstag W. I. Lenin (* 22. April 1870) würdigten. Die Marke ist in rot/schwarz gehalten und hatte einen Frankaturwert von 20 Pfennig und wurde im Offsetdruck mit einer Linienzähnung von 11 hergestellt. Es handelt sich um eine Briefmarkenfälschung zum Schaden der Post. Die Bundespost hat keine derartige Briefmarke herausgebracht. Der Verantwortliche Jörg Schröder wurde ausfindig gemacht und wurde zu einer Geldstrafe von 12.000 DM verurteilt, das entspricht inflationsbedingt ungefähr 25.843 Euro.